# Idaea cirtanaria
Idaea cirtanaria là một loài bướm đêm trong họ Geometridae.